# ووجیمیش (نام کوچک)
ووجیمیِش (به لهستانی: Włodzimierz) ممکن است به یکی از موارد زیر اشاره داشته باشد:
- ووجیمیش چیموشویتس
- ووجیمیش لوبانسکی
- ووجیمیش اسمولارک
- ووجیمیش مازور